# Podocarpus bracteatus
Podocarpus bracteatus là một loài thực vật hạt trần trong họ Thông tre. Loài này được Blume miêu tả khoa học đầu tiên năm 1827. Chỉ tìm thấy chúng ở Indonesia. 